# Sergio Meris
Sergio Meris, né le 10 mars 2001 à Gorle, est un coureur cycliste italien.

## Biographie
Sergio Meris est né en 2001 à Gorle, d'un père mécanicien et d'une mère femme au foyer. Il commence à se consacrer au cyclisme vers l'âge de sept ans en prenant une licence au Cicloteam Nembro. Ses deux grands frères Mario et Francesco ont eux aussi pratiqué ce sport en compétition,. 
En 2019, il remporte le Trofeo Emilio Paganessi chez les juniors (moins de 19 ans). Il intègre ensuite l'équipe Colpack-Ballan en 2020 pour ses débuts espoirs (moins de 23 ans). L'année suivante, il se classe notamment troisième de la première étape du Tour de la Vallée d'Aoste. 
Lors de la saison 2022, il s'impose à deux reprises au niveau amateur. Il termine également deuxième d'une étape du Tour d'Italie espoirs. Malgré ses performances, il ne décroche pas de contrat professionnel. Sergio Meris prolonge néanmoins l'expérience avec sa formation Colpack-Ballan en 2023. Bon grimpeur, il se distingue en gagnant une étape du Tour de la Vallée d'Aoste. Il obtient aussi de nombreuses places d'honneur dans des courses inscrites au calendrier de l'UCI. 

## Palmarès et résultats

### Palmarès par année
- 2019
  - Trofeo Emilio Paganessi
- 2021
  - 2e du Trofeo SC Corsanico
- 2022
  - Trofeo Castello di Albola
  - Giro del Casentino
  - 2e du Gran Premio Colli Rovescalesi
- 2023
  - 4e étape du Tour de la Vallée d'Aoste
  - 2e du Trofeo Alcide Degasperi
  - 2e du Gran Premio Colli Rovescalesi
- 2024
  - 3e et 5e étapes du Tour de Vénétie espoirs
  - Giro del Medio Brenta
  - Florence-Viareggio
  - 2e du Giro del Valdarno
  - 3e du Trophée Matteotti amateurs
  - 3e du Trofeo Sportivi di Briga

### Classements mondiaux
| Année                                 | 2022  | 2023 | 2024 |
| ------------------------------------- | ----- | ---- | ---- |
| Classement mondial                    | 1307e | 645e | 749e |
| UCI Europe Tour                       | 907e  | nc   | nc   |
|                                       |       |      |      |
| Légende : nc = non classéSource : UCI |       |      |      |